# Xeromys myoides
Xeromys myoides є видом гризунів, що мешкають у водних шляхах Австралії та Папуа-Нової Гвінеї.

## Морфологічні особливості
Ці пацюки мають обтічну будову тіла, голова подовжена, вуха малі та круглі, очі також невеликі. Їхнє хутро темно-сіре зверху і світліше знизу. Лапи вкриті дрібними білими волосками. На відміну від більшості інших мишей Старого Світу, вони мають лише два моляри на половину щелепи. Вони досягають довжини тіла від 11 до 13 сантиметрів, а хвіст відносно короткий — ≈ 9 сантиметрів. Маса тіла становить від 40 до 60 грамів.

## Поширення і середовище проживання
Ці тварини мешкають у південній частині Нової Гвінеї та північній Австралії; були знайдені на узбережжі Північної території та Квінсленда, але точні розміри ареалу невідомі. Середовищем проживання є болота та мангрові ліси.

## Спосіб життя
Ці пацюки будують гнізда з листя і мулу, в яких проводять день. Гнізда розташовані біля коріння мангрових дерев, вони нагадують термітники і виростають до 60 сантиметрів у висоту. Від гнізда під землю веде кілька ходів. У цих гніздах живуть до восьми тварин, самець, кілька самиць і молодняк. Вночі вони шукають їжу, поїдаючи крабів, черв'яків та інших дрібних тварин.